# KrasAir
KrasAir (eigentlich Krasnojarsk Airlines, russisch Красноярские авиалинии) war eine russische Fluggesellschaft mit Sitz in Krasnojarsk in Sibirien. Sie gehörte nach eigener Darstellung zu den drei größten Fluglinien Russlands. Im Jahr 2001 beförderte KrasAir erstmals mehr als 1 Million Passagiere. Im Jahr 2008 musste KrasAir wegen finanziellen Problemen und mehreren Streiks der Mitarbeiter den Flugbetrieb einstellen.

## Geschichte
KrasAir entstand als Yenisey Air Wing im Mai 1934 auf Anweisung der Hauptverwaltung Nördlicher Seeweg. Der Name änderte sich in Krasnoyarsk Civil Aviation Directorate (1946–1982) und in Krasnoyarsk Aviation Enterprize (1982–1993). 1993 privatisierte die Regierung das Unternehmen, besaß aber weiterhin 51 % der Anteile. Als neuer Name wurde zu dieser Zeit Krasnojarsk Airlines eingeführt. Dieser Name wurde dann schließlich 1998 zu dem Markennamen KrasAir verkürzt.
Die Krasnojarsk Airlines entstand 1993 als privatwirtschaftliche Aktiengesellschaft aus der Krasnojarsker Dependance der Aeroflot, die wiederum auf die 1934 gegründete Jenissei Airwing zurückgeht. Seit 1998 wird sie unter dem Markennamen KrasAir geführt.
Im Oktober 2004 schlossen sich KrasAir und Domodedovo Airlines zusammen, blieben aber juristisch eigenständig. Ziel war die Bündelung der Verwaltung und Flugziele, da diese fast gleich waren.

### AiRUnion
Das Unternehmen stand unter der Führung der Zwillingsbrüder Boris und Alexander Michailowitsch Abramowitsch, die einen Anteil von 40 % an der Fluggesellschaft hielten. 51 % hielt die Regierung der Region Krasnojarsk. 2004 hatte sich die Gesellschaft mit den vier anderen russischen Fluglinien Domodedovo Airlines, Samara Airlines, Omskavia und Sibaviatrans der Abramowitsch-Brüder zur Allianz AiRUnion zusammengeschlossen. Seit 2005 wurden die Flugzeuge der KrasAir in den Farben der AiRUnion neu lackiert. Sie wurde die drittgrößte Regionalfluggesellschaft Russlands.
Im Zuge der internationalen Expansion übernahm AiRUnion einen Anteil von 99,95 % an der ungarischen, zuvor staatlichen, Fluggesellschaft Malev für 200 Millionen Forint (circa 758.000 Euro).
2006 transportierte KrasAir 1,12 Millionen Passagiere und AiRUnion insgesamt 3,42 Millionen Passagiere.
Gemeinsam mit der Europäischen Bank für Wiederaufbau und Entwicklung gründete KrasAir 2006 die Billigfluggesellschaft Sky Express, welche ihren Sitz am Moskauer Flughafen Wnukowo hat.

### Krise im Jahr 2008
Im Juni und August 2008 musste KrasAir und AiRUnion temporär den Flugbetrieb einstellen, da die Kerosinlieferanten die Betankung der Flugzeuge, wegen fehlender Bezahlung, verweigerten. Im Juni einigte sich KrasAir mit dem Hauptlieferanten Sibir Avia Service auf eine Fortsetzung der Kerosinlieferungen, solange die Schulden nicht 100 Millionen Rubel (rund 2,75 Millionen Euro) überschreiten würden. Aber bereits im August betrug die Verschuldung rund 6,1 Millionen Euro, so dass der Flugbetrieb zum zweiten Mal eingestellt werden musste, wodurch Tausende Passagiere ihren Flug nicht antreten konnten. KrasAir gab als Grund die steigenden Kerosinpreise an und meldete, dass die Kerosinlieferungen 54 % der Kosten im ersten Halbjahr ausmachten.
Am 26. August 2008 lehnte Rostechnologii, einer der Anteilseigner, es ab, weitere Rechnungen für KrasAir zu bezahlen. Gleichzeitig verhandelte der Staat mit Aeroflot, Transaero, S7 Airlines und Rossija über die Übernahme der ehemaligen Routen der KrasAir.
Nach Streiks der Mitarbeiter und andauernden Schulden bei den Kerosinlieferanten, stellte KrasAir am 27. Oktober 2008 den Flugbetrieb ein. Zum 1. November 2008 wurde das eigentliche Unternehmen aufgelöst und die Flugrouten unter die Verwaltung der Atlant-Soyuz Airlines gestellt. Später sollte KrasAir, zusammen mit einigen anderen Fluggesellschaften, zur Rosavia fusioniert werden, was allerdings nie vollzogen wurde.
Am 6. Juli 2009 wurde bekannt, dass die KrasAir unter Führung der Atlant-Soyuz Airlines zahlungsunfähig ist und Insolvenz angemeldet hat.

## Flugziele
KrasAir bediente neben innerrussischen Zielen auch Ziele in Deutschland (z. B. Frankfurt und Hannover), Österreich (Salzburg), der Ukraine, der Türkei, Moldawien, Griechenland, Zypern, China und Thailand.

## Flotte
(Stand: Dezember 2008)
- 06 Boeing 737-300
- 04 Boeing 757-200
- 03 Boeing 767-200ER

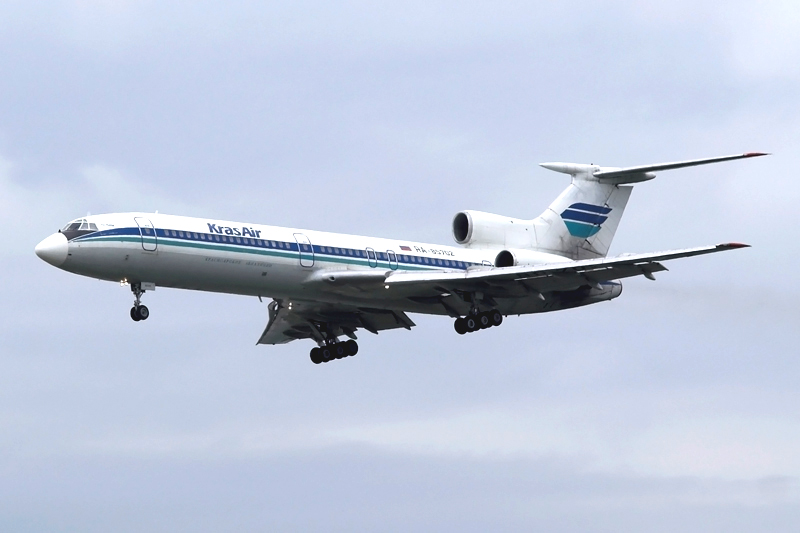
Tupolew 154M der Kras Air

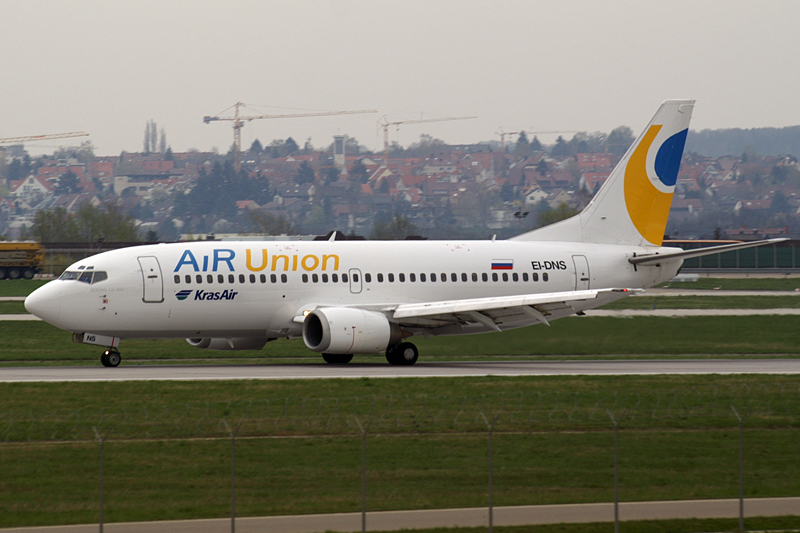
Kras Air Boeing 737 in der Lackierung der Allianz AiRUnion

- 04 Iljuschin Il-86 (zwei Flugzeuge sind verleast)
- 02 Iljuschin Il-96-300
- 01 Jakowlew Jak-40K (verleast)
- 02 Tupolew Tu-154B
- 13 Tupolew Tu-154M
- 01 Tupolew Tu-214

Des Weiteren waren 15 Flugzeuge stillgelegt:
- 01 Boeing 767-200ER
- 02 Iljuschin Il-62
- 01 Iljuschin Il-76T
- 02 Iljuschin Il-76TD
- 05 Jakowlew Jak-40
- 03 Tupolew Tu-154B
- 01 Tupolew Tu-154M